# Dragonball
Dragon Ball (jap. ドラゴンボール, slovensko Zmajeva krogla) je manga japonskega risarja Akire Toriyame, ki je bila kasneje predelana tudi v anime. Zaslovela je po celem svetu in je najbolj priljubljena japonska risanka. 
Zgodba opisuje pestro življenje glavnega lika z imenom Son-Goku od njegovega 12. leta do starosti okoli 45 let. Son-Goku je živel sam v divjini in ni prišel nikoli v stik s človekom, razen s svojim posvojiteljem, ki pa je že bil mrtev. Zato sodobnega sveta skorajda ne pozna. Ima sicer človeški izgled, vendar poseduje izjemno moč in ima opičji rep. Ob pogledu na ščip se spremeni v ogromno opičjo pošast. Nekega dne sreča dekle, ki je ima šolske počitnice in išče zmajeve krogle - to so čarobne kristalne krogle, s katerimi se da priklicati zmaja Shenrona, ki izpolni vsakršno željo. Son-Goku se z dekletom poda na pot in doživi marsikatero dogodivščino.

## Anime serije
Dragon Ball
Dragon Ball Z
Dragon Ball GT
Dragon Ball Kai
Dragon Ball Super

## Povezave
- uradna spletna stran